# رود مایا
 رود مایا رودی است به رود آلدان می‌ریزد. این رود از کشور روسیه می‌گذرد.